# 모테라치 빙하
모테라치 빙하(로만슈어: Vadret da Morteratsch (도움말·정보))는 스위스 뷘트너 알프스의 베르니나산맥에서 면적별로 가장 큰 빙하다.

## 개요
동알프스산맥에서 세 번째로 크고 부피(1.2k㎥)로 가장 큰 파스테르체 빙하와 게파치페르너의 바로 다음이다. 모테라치 빙하는 얼음 전선이 뚜렷한 전형적인 계곡 빙하다. 축적 지역은 모테라치봉, 베르니나봉, 크라스트 아귀차, 아르기엔트봉, 추피봉과 벨라비스타의 봉우리 사이에 있다. 아르기엔트봉에서는 모테라치 계곡의 얼음 전선에 이르기까지 수평 범위는 약 6km 미만이며, 고도 차이는 최대 2,000m이다.
팔뤼봉에서 발원한 페르스 빙하와 함께 1973년 현재 약 16k㎡의 면적을 커버했다. 얼음의 부피는 약 1.2k㎥로 추정된다. 모테라치 빙하는 모테라치강으로 흘러들어가 결국 인강으로 흘러들어갔고, 따라서 다뉴브강을 통해 흑해로 흘러 들어간다.
봄에는 눈 상태에 따라 숙련된 스키어들이 접근할 수 있는 길이 10km의 스키 활주로를 빙하 위에 표시한다. 디아볼레차 공중트램 종착역에서 모테라치의 인강까지 연결되며, 고도 차이가 1,100m나 된다. 모테라치역은 빙하의 바로 앞에 위치해 있었다. 그 사이 (2016년 기준) 2,800m 이상 얼음 전선이 물러났고, 더 이상 역에서 볼 수 없다.
연간 길이 변화 측정은 1878년부터 기록되어 왔다. 1998년까지의 기간 동안 전체 후퇴는 1.8km 이상이었고 연평균 후퇴율은 연간 약 17.2m이었다. 이 장기간 평균은 1999년부터 2005년에 비해 매년 30m씩 감소하면서 최근 몇 년간 현저하게 증가했다. 실질적인 후퇴는 2006년까지도 계속되었다. 지난 10년 동안 또 1km를 잃었다.
측정이 이뤄진 기간 동안 빙하는 불과 4년 만에 몇 미터 전진했다. 큰 빙하는 단기 기후 변화에 천천히 반응하기 때문에, 이러한 발전은 이전 겨울의 누적 지역의 강수량 증가에 의해 설명될 수 없다. 아직 과성장이 거의 없는 빙전선의 좌우에 있는 높은 어림에서 19세기 중엽의 '작은 빙하시대' 말기에 아직도 이곳에 밀려 내려오고 있던 엄청난 양의 얼음을 볼 수 있었다.
2017년 연구진은 빙하의 얼음을 보호하기 위한 제설 시스템을 개발하기 시작했으며, 4m 높이의 눈 속에 평방 킬로미터의 거리를 덮는 것을 목표로 했다. 10년 동안 사용하면 길이가 400~500m에 달할 것으로 추정됐다.

## 같이 보기
- 스위스 알프스